# خربة السنديانة (اللاذقية)
خربة السنديان وتعرف أيضًا باسم خربة السنديانة قرية سورية، تقع في محافظة اللاذقية، على سفوح جبال تنتمي إلى سلسلة جبال العلويين، تتبع إداريًا لمنطقة القرداحة- ناحية جوبة برغال. لا يتجاوز عدد سكان القرية الألف نسمة

## الاسم
بحسب القواميس فإن كلمة خربة تعني المدينة التي قامت على أنقاض مدينة مدمرة في السابق، وهو ما يفسر وجود العديد من المعالم الأثرية في قرية خربة السنديان كآبار المياه الأثرية وبقايا القصور الرومانية.

## عنها
يعمل غالبية أهالي قرية السنديان في مجالات عدة خارج القرية، حيث أن نسبة الأمية بين سكان القرية تقارب الصفر، غالبيتهم يحملون شهادات علمية. يفصل القرية عن سهل الغاب سلسلة جبال الشعرة، ويربطها بالسهل طريق جبلي مجهز نسبياً، يعرف بطريق شطحة. يحيط بالقرية من الشمال قرية جوبة برغال، ومن الجنوب قرية زنيو. كما تبعد عن منطقة القرداحة حوالي (10كم)، وعن مدينة اللاذقية حوالي الـ (30كم). المحاصيل الزراعية في القرية قليلة على الرغم من الجودة العالية لبعض الفواكه المزروعة فيها كالتفاح والإجاص والكرز والرمان، كما أن للأشجار الحراجية النصيب الأكبر حيث تنتشر فيها أشجار السنديان بكثافة، الأمر الذي استمدت القرية منه اسمها. كما يوجد في القرية محمية طبيعية لأشجار الأرز والبلوط.
يعتمد سكان القرية الدائمين بالإضافة لأعمالهم في الوظائف الحكومية على قطاف أوراق الغار، المنتشر بكثافة في سفوح الجبال المحيطة بها، يوجد محمية طبيعية غرب القرية عرفت باحتوائها على العديد من الحيوانات البرية كالغزال السوري والضباع والخنازير البرية، كما شوهد في الفترة الأخيرة عودة ظهور للدب البني المعروف بالدب السوري.
يوجد في القرية العديد من المعالم التي تعود إلى الحقبة الرومانية وما قبل ذلك، كما يوجد عين ماء عذبة يعود بناءها إلى الحقبة الرومانية، كما تنتشر فيها العديد من الأبار الارتوازية المسماة بالجب.
في القرية قمة بركانية خامدة، تظهر الصخور البازلتية النيوجينية فيها بشكل واضح، كما تم تقديم ورقة بحثية من قبل الباحثة «رامية وردة» دكتورة في جامعة تشرين يتناول طيبعة هذه الصخور، اسم البحث «دراسة بتروغرافية للصخور البازلتية في خربة السنديان شمال غرب سورية» 
كما تمت عدة عمليات تنقيب في جبال القرية والمنطقة المحيطة عن الألماس وبينت تلك الأبحاث وجود كميات منه في تلك الجبال 
القرية مخدمة بغالبية الخدمات ويوجد بها مدرسة للتعليم الأساسي. ويمكن الوصول إليها من عدة طرق، الرئيسي منها طريق القرداحة، مناخ القرية كما هو في معظم سلسلة جبال اللاذقية، بارد في الشتاء ومعتدل في الصيف. حيث تسجل القرية واحد من أعلى معدلات هطول الأمطار في سوريا خلال فصل الشتاء مع انخفاض حاد لدرجات الحرارة، حيث أن القرية تتوسط سفح جبلي مطل بشكل مباشر على البحر الأبيض المتوسط مما يجعل القرية عرضة للرياح القوية القادمة من البحر في أغلب أوقات السنة.